# Giuseppe Andrea Angeloni
Giuseppe Andrea Angeloni (Roccaraso, 25 febbraio 1826 – Napoli, 31 dicembre 1891) è stato un nobile e politico italiano, barone di Montemiglio e Varavalle, e deputato del Regno d'Italia dopo l'Unità.

## Biografia

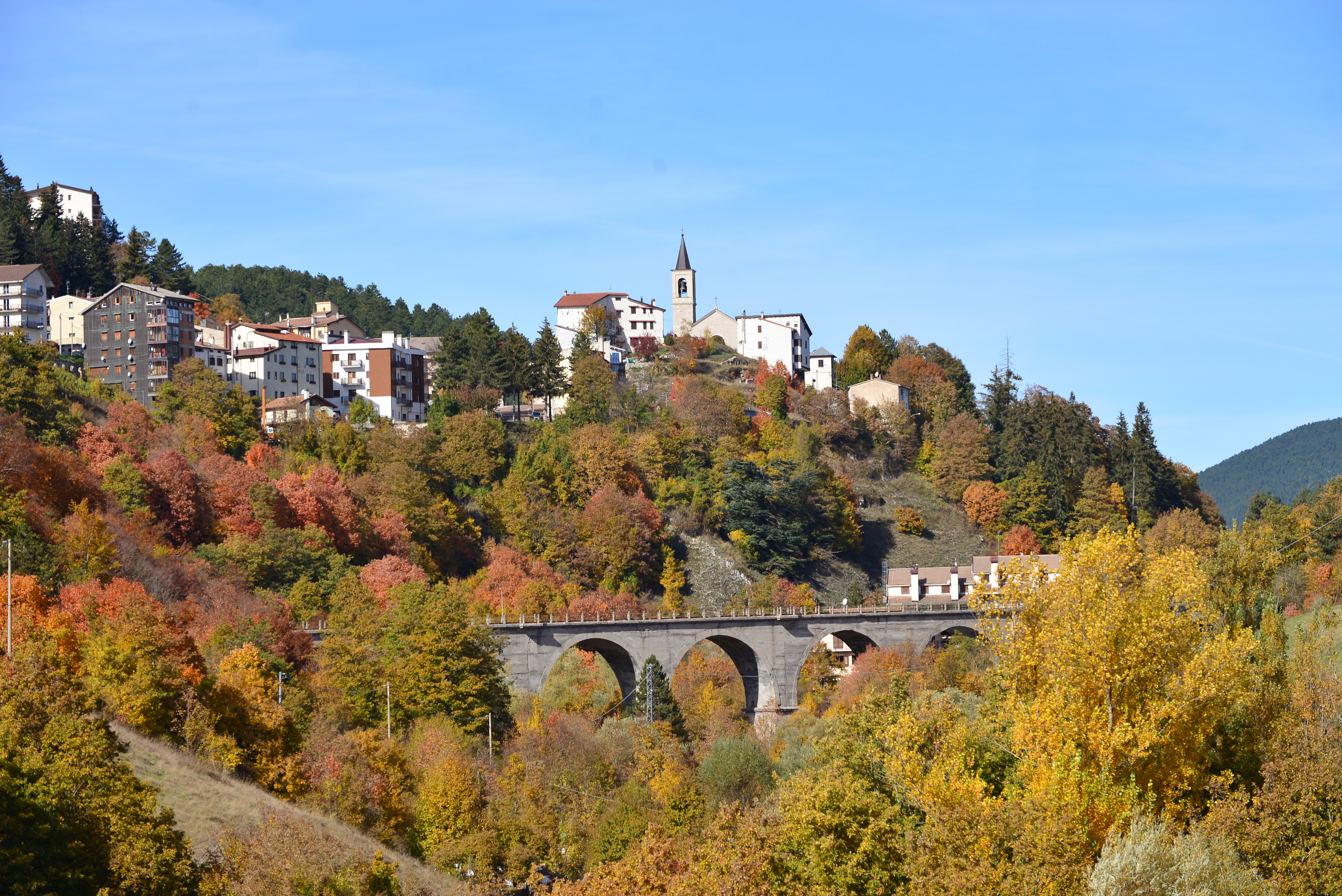
Roccaraso, comune di nascita di Giuseppe Andrea Angeloni, con in basso un viadotto della ferrovia Sulmona-Isernia, la 2ª a scartamento ordinario più alta della rete ferroviaria italiana e la 3ª tra quelle anche a scartamento ridotto, fatta da lui realizzare nel 1897

Proveniva da una ricca famiglia nobile e armentaria di Roccaraso, dove nacque il 25 febbraio 1826, figlio di Girolamo Angeloni e Diletta Tatozzi, e fratello di Raffaele, di professione giornalista. Si laureò in economia politica e scienze agronomiche e sociali all'Università di Napoli.
Durante il Regno delle Due Sicilie, essendo liberale e patriottico, venne perseguitato dai Borbone, quindi arrestato ed esiliato. A Genova fece parte del comitato pro-fondi per la spedizione dei Mille di Giuseppe Garibaldi. Fu inoltre capitano della guardia nazionale nel 1848, spostandosi in corso d'anno a Roma e in Toscana per sostenere i governi. Sebbene inizialmente di idee politiche affini alla Destra storica, dopo il 1861 non si pose tra i "soddisfatti", ritenendo i primi governi assai lenti nel risolvere i problemi che affliggevano Roma, accostandosi così sempre più alla Sinistra storica.
Con l'Unità d'Italia, fu dapprima deputato dal 1865 al 1891, rappresentando per nove legislature il collegio di Sulmona, poi dal 23 settembre 1879 al 30 giugno 1881 sottosegretario ai lavori pubblici durante il governo di Benedetto Cairoli, ministro Alfredo Baccarini. Occupò alla Camera dei deputati il posto n. 173, riservato agli appartenenti alla sinistra costituzionale. Nel 1877 fu membro della commissione per l'inchiesta agraria aperta da Agostino Bertani, occupandosi delle regioni Abruzzo e Puglia come commissario della circostrizione, e con regio decreto del 5 giugno divenne commendatore dell'Ordine della Corona d'Italia. L'anno seguente, su incarico del governo, partecipò come giurato nazionale all'Esposizione universale di Parigi, valutando i prodotti non alimentari della classe XLVI.
Come politico ed esponente della Sinistra storica, s'interessò sin da subito ai problemi affrancativi del Tavoliere delle Puglie, del credito fondiario e dei sistemi di riscatto, oltre che di far sviluppare la rete ferroviaria nel Mezzogiorno, in particolare in Abruzzo, dove potenziò anche la pastorizia. Grazie al suo apporto, Roccaraso, sua città natale, poté sviluppare il turismo: fu infatti uno dei promotori della realizzazione nel 1897 della ferrovia Sulmona-Isernia che l'attraversa, e, in particolar modo, di una sua variante a cremagliera tra Pettorano sul Gizio e Rocca Pia nel 1881, prima dell'inizio dei lavori effettivi. Durante quest'ultimo anno fu nel gabinetto di Agostino Depretis come segretario ai lavori pubblici; sempre nello stesso anno lui e la sua famiglia vennero riconosciuti nel titolo nobiliare di barone di Montemiglio e Varavalle, con possibilità di trasmetterlo in discendenza maschile primogenita. Aveva inoltre fatto realizzare il tronco Roma-Sulmona della ferrovia Roma-Pescara, inaugurato nove anni prima, nel 1888.
Durante la sua vita ebbe modo di scrivere diverse opere saggistiche. Nel comune roccolano ricoprì – tra gli altri – i ruoli di socio benemerito, socio perpetuo e presidente onorario nella locale società operaia di mutuo soccorso. Morì a Napoli il 31 dicembre 1891, ore 3 pomeridiane, all'età di 65 anni, a causa dell'aggravarsi di una polmonite contratta tre anni prima, nel 1888, durante l'esposizione regionale tenutasi all'Aquila, dove vi aveva partecipato in qualità di presidente di commissione. Dopo i funerali svoltisi nella città partenopea nel primo pomeriggio del 3 gennaio, il giorno seguente seguirono quelli nella sua città natale, dove, nell'occasione, venne trasferita la sua salma nella cripta della chiesa di San Rocco, dove giace. A Sulmona gli è stata intitolata una strada del centro storico. In città, 15 anni prima, nel 1876, era stato il 1º presidente del Club Alpino Italiano.

## Matrimonio e discendenza
Il 1º marzo 1852, all'età di 26 anni, aveva sposato a Roccaraso, nella chiesa di Santa Maria Assunta, sua cugina Giacinta Angeloni (Roccaraso, 7 aprile 1830 – Roccaraso, 14 ottobre 1910), di anni 22, figlia del fratello del padre Bartolomeo Angeloni e di Teresa Trilli. Dopo diversi anni trascorsi nel comune roccolano, si trasferirono a Napoli nel numero civico 26 di via Vergini. La coppia ebbe tre figli e una figlia, tre dei quali nativi nel comune roccolano e l'ultimo nella città partenopea:
1. Girolamo Claudio Gabriele (* 12 novembre 1852), di professione avvocato[11];
2. Maria Giuseppina (* 19 marzo 1852), sposatasi il 23 marzo 1893 con il napoletano Arcangelo Sica[11];
3. Emilio Alberto (* 29 febbraio 1856), del quale si hanno scarse notizie[11];
4. Vittorio, che fu tenente di Stato maggiore[11].

## Opere
- Questioni urgenti intorno al Tavoliere di Puglia ed alle istituzioni di credito particolarmente del fondiario, Firenze, Felice Le Monnier, 1863.
- Sull'affrancamento del Tavoliere di Puglia, Napoli, Gaetano Nobile, 1863.
- Una questione intorno alla imposta dei redditi sulla ricchezza mobile, Napoli, Gaetano Nobile, 1865.
- Studii e proposte sulla legge di affrancamento del Tavoliere di Puglia, Napoli, Gennaro De Angelis, 1872.
- La questione ferroviaria innanzi al Paese ed al Parlamento, Roma, Tipografia Eredi Botta, 1875.
- Di alcune strade ferrate necessarie al completamento della rete italiana, Roma, Tipografia Eredi Botta, 1879.
- Atti della Giunta per la inchiesta agraria e sulle condizioni della classe agricola, Bologna, Arnaldo Forni Editore, 1885.